# تشنغموك ملك غوريو
الملك تشنغموك (ولد في 15 مايو 1337 ومات في 25 ديسمبر 1348، وحكم من 1344 إلى 1348) هو ملك سلالة غوريو التاسع والعشرين في كوريا.

## حياته
تشنغموك هو الابن الأكبر للملك تشنغهي وأمه هي الأميرة دوكنيونغ من سلالة يوان. عندما كان تشنغموك أميراً كان محتجزاً في يوان حتى كبر. اسمه عند الولادة هو وانغ هن، كما يعرف الملك تشنغموك في بعض المصادر باسمه المغولي باسمادورجي (بالهانغل: 바스마도르지 | بالهانجا: 八思麻朶兒只). منحه الملك غونغمن بعد وفاته لقب هيونهيو داي وانغ (بالهانغل: 현효대왕 | بالهانجا: 顯孝大王 | حرفيا: الملك العظيم هيونهيو).
بعد خلع الملك تشنغهي في سنة 1343 قام توغون تيمور إمبراطور يوان بإحضار تشنغموك، ثم سأله أي طريق سيختار من بين والده ووالدته. أجاب تشنغموك بأنه سيتبع طريق والدته فعينه الإمبراطور ملكاً على غوريو قائلاً أن هذا الطفل ذو الثمان سنوات يعرف الفرق بين الصحيح والخطأ.
مات الملك طفلاً في سنة 1348.

## الأسرة
- الأب: الملك تشنغهي (بالهانغل: 충혜왕 | بالهانجا: 忠惠王).
- الملكة الأم: الأميرة دوكنيونغ (بالهانغل: 덕녕공주 | بالهانجا: 德寧公主).

## الكتب
- بيونيون غانغموك (بالهانغل: 편년강목).

## التصوير الحديث
- مسلسل شن دون في قناة إم بي سي كوريا وعرض من سنة 2005 إلى 2006، وقام بدوره الممثل: من بيونغ هيون.